# 山口巌 (ロシア語学者)
山口 巌（やまぐち いわお、1934年7月29日 - 2020年9月29日）は、日本の言語学者・ロシア語学者。京都大学名誉教授。
朝鮮咸鏡南道元山府（現・江原道元山市）出身。1957年京都大学文学部文学科卒業。1962年京都大学大学院言語学専攻博士課程満期退学。京大教養部助教授、教授。人間・環境学研究科（文化環境言語基礎論講座担任）教授。1998年定年退官、名誉教授、鳥取大学教授、公立鳥取環境大学教授、2002年名誉教授。

## 著訳書

### 著書
- 『インデックス式ロシヤ文法表』（植野修司との共著、白水社、1967年）
- 『ロシア中世文法史』（名古屋大学出版会、1991年）
- 『類型学序説 - ロシア・ソヴエト言語研究の貢献』（京都大学学術出版会、1995年）
- 『パロールの復権 - ロシア・フォルマリズムからプラーグ言語美学へ』（ゆまに書房、1999年）
- 『人とことば - その関わりと研究のあゆみ - 講義ノート』（新訂、ブックワークス響、2013年）

### 翻訳
- フランティシェク・クプカ『カールシュタイン城夜話』（風濤社、2013年）
- フランティシェク・クプカ『スキタイの騎士』（風濤社、2014年）